# フィリッポ・シッキターノ
フィリッポ・シッキターノ（Filippo Scicchitano、1993年10月13日 - ）はイタリア・ローマ出身の俳優。

## 略歴
友人の付き添いでオーディションに来ていたところをフランチェスコ・ブルーニ監督の目に留まり、2011年の映画『ブルーノのしあわせガイド』で主役の1人に抜擢されて俳優デビューすると、イタリア映画批評家協会賞を受賞した他、中高生のアイドル的存在となる。

## 主な出演作品
- ブルーノのしあわせガイド Scialla! (Stai sereno) (2011)
- ふたりの特別な一日 Un giorno speciale (2012) ※日本劇場未公開
- カプチーノはお熱いうちに Allacciate le cinture (2014)
- 泣いたり笑ったり Croce e delizia (2019) ※イタリア映画祭2021にて上映[2]
- ザ・キャビン 監禁デスゲーム Weekend (2020) ※日本劇場未公開
- 私は刑事ロボスコ 南イタリアの事件簿 Le indagini di Lolita Lobosco (2021) ※テレビシリーズ
- 無邪気な天使たち Le fate ignoranti - La serie (2022) ※テレビシリーズ